# Coptocercus truncatus
Coptocercus truncatus là một loài bọ cánh cứng trong họ Cerambycidae.